# Paradisanthus mosenii
Paradisanthus mosenii är en orkidéart som beskrevs av Heinrich Gustav Reichenbach. Paradisanthus mosenii ingår i släktet Paradisanthus och familjen orkidéer. Inga underarter finns listade i Catalogue of Life.